# Свод законов Аварского ханства
Свод законов Аварского ханства, также известный как Кодекс Умма-хана Аварского — сборник правовых норм Аварского ханства.
Кодекс составлен аварским нуцалом Умма-ханом I, за что он получил прозвище «Справедливый». Свод законов был принят в конце XVI века, точная дата его принятия неизвестна. Составлен на основе горских адатов. До XIX века кодекс Умма-хана считался основным источником права в Аварском ханстве. С включением Аварии в Имамат Шамиля, Свод был заменён нормами Шариата. В своём труде «Адаты и судопроизводство по ним» Александр Комаров пишет:
«Когда Шамиль утвердился в Аварии и начал преследовать сторонников адата, один аварец, имевший сборник адатов, по которым производился суд во времена Омар-хана, опасаясь держать его дома и предвидя в нем надобность, спрятал его в дупло дерева. Когда же Шамиль был взят в плен, хозяин сборника вынул его из дупла и передал в своё селение для руководства при разборе дел, заслужив общую благодарность за свою предусмотрительность».
Отсюда понятно, что Аварский кодекс вновь начал применяться только после поражения Шамиля.
Первым о Своде аварского права упоминает русский историк XIX века Фёдор Леонтович. Говоря о древних сборниках дагестанских адатов он упоминает сборник Умма-хана Аварского отмечая, что «Омаровский сборник, к сожалению, доселе неизвестен печати».
Впервые Кодекс был обнаружен в 1946 году, в горном Дагестане, среди старых арабских книг. В настоящее время найденный кодекс хранится в Дагестанском научном центре РАН.
С арабского языка на аварский Кодекс перевёл народный поэт Дагестана Гамзат Цадаса. Перевод с аварского текста на русский язык сделан дагестанским историком Х.-М. О. Хашаевым.
Кодекс Умма-хана написан без разбивки на главы и статьи. Кодекс содержит нормы, регулирующие имущественные, семейно-бытовые, земельные, административно-управленческие отношения. В нём прослеживается стремление защитить частную собственность, права феодальной знати, а также положить конец самоуправству отдельных лиц, а именно — захвату чужого имущества (должника). Только по разрешению администрации допускался захват чужого имущества (ишкиль) до удовлетворения должником претензий истца. Имеются в «Кодексе» и статьи, направленные на ограничение обычая кровной мести, сводя вопросы примирения убийцы с родственниками убитого к имущественной компенсации (дияту). Содержатся в этом сборнике и статьи, регулирующие взаимоотношения между разными социальными слоями общества.
Кодекс законов Умма-хана — это интересный памятник истории государства и права народов Дагестана, поскольку многие его статьи находили своё отражение в нормах обычного права соседних с Аварским ханством союзов сельских обществ.